# زيري حمار
 زيري حمار  (1992 الجزائر) هو لاعب كرة قدم جزائري.

## روابط خارجية
- زيري حمار على موقع الاتحاد الدولي (مؤرشف)  (الإنجليزية)
- زيري حمار على موقع اتحاد تركيا (لاعب) (الإنجليزية)
- زيري حمار على موقع رابطة كرة القدم الفرنسية للمحترفين (الإنجليزية)
- زيري حمار على موقع قاعدة بيانات كرة القدم.إي يو (الإنجليزية)
- زيري حمار على موقع ليكيب (الفرنسية)
- زيري حمار على موقع Soccerbase.com (لاعب) (الإنجليزية)
- زيري حمار على موقع عالم كرة القدم.نت (الإنجليزية)
- زيري حمار على موقع AS.com (الإسبانية)